# ریچلند (داکوتای جنوبی)
ریچلند(به انگلیسی: Richland) شهری در ایالت داکوتای جنوبی کشور ایالات متحده آمریکا است که جمعیت آن در سرشماری سال ۲۰۱۰ میلادی، ۸۹ نفر بوده‌است.